# Society of Biblical Literature
Die Society of Biblical Literature (SBL), gegründet 1880 als Society of Biblical Literature and Exegesis, ist eine wissenschaftliche Gesellschaft mit dem Ziel, die Bibelwissenschaft unter Anwendung der historisch-kritischen Methode zu fördern.

## Geschichte
Die acht Gründungsmitglieder der Society of Biblical Literature and Exegesis trafen sich im Januar 1880 in Philip Schaffs Arbeitszimmer in New York. Im Juni desselben Jahres hielt die Gruppe ihr erstes Jahrestreffen ab, an dem achtzehn Personen teilnahmen. Sie erarbeiteten eine Satzung und berieten über mehrere Arbeitspapiere. Der Mitgliedsbeitrag wurde auf drei Dollar festgesetzt. Ende 1880 war die Mitgliederzahl auf 45 Personen gewachsen, und die Veröffentlichung von Tagungsergebnissen befand sich in Vorbereitung. 1881 wurde erstmals die Zeitschrift Journal of the Society of Biblical Literature and Exegesis herausgegeben, die seit 1890 unter dem Titel Journal of Biblical Literature (JBL) erscheint.
Die SBL war zwar nicht die erste Gesellschaft in Nordamerika, die sich der Bibelwissenschaft widmete, jedoch die erste überkonfessionelle Gesellschaft dieser Art. Unter den 32 Gründungsmitgliedern von 1880 war mit Ezra Abbott auch ein Unitarier. Die Zeit ihrer Gründung war gekennzeichnet von einem zunehmenden Interesse am Alten Orient. Zu jener Zeit begann Francis Brown, am Union Seminary Kurse in Akkadisch anzubieten.
Seit 1929 ist die Society of Biblical Literature Mitgliedsgesellschaft des American Council of Learned Societies.
Die Mitgliedschaft steht jedermann offen, sie umfasst mehr als 8.500 Personen aus über 80 Ländern.

## Veröffentlichungen
Seit 1881 gibt die Society of Biblical Literature die Zeitschrift Journal of Biblical Literature heraus, bis 1890 unter dem Titel Journal of the Society of Biblical Literature and Exegesis. Als Ergänzung dazu erscheint die Zeitschrift Review of Biblical Literature. Die Gesellschaft produziert eigene Veröffentlichungen im Verlag SBL Press.
Das The SBL Handbook of Style ist ein Stilhandbuch für Veröffentlichungen auf den Gebieten Alter Orient, Bibelwissenschaft und Frühes Christentum. Es enthält die empfohlenen Standards für Abkürzungen von Primärquellen.
Im Jahr 2011 erhielt die Gesellschaft einen mit 300.000 Dollar dotierten Preis des National Endowment for the Humanities für die Produktion von Bible Odyssey, einer interaktiven Website, die der Öffentlichkeit die Erkenntnisse von wissenschaftlich arbeitenden Exegeten nahebringen soll.